# Adriaan Paulen
Adriaan "Adje" Paulen, född 12 oktober 1902 i Haarlem, Nederländerna, död 9 maj 1985 i Eindhoven, var en nederländsk idrottsledare, ordförande för det internationella friidrottsförbundet IAAF 1976-1981.